# Concerti in Polonia
Concerti in Polonia è una collezione di alcuni dei brani cantati durante le tournée in Polonia del 1987 e 1989 dal Piccolo Coro dell'Antoniano. È uscito su musicassetta.

## Tracce
1. Il coro del Creato
2. Voulez-vous dancer?
3. Życzenie
4. Noi, noi, noi
5. Medley di Natale
6. Cane e gatto
7. Ghostbusters
8. Nenia di Natale Polacca
9. Il gelataio
10. Abecedario polacco
11. Mille voci, una voce